# Liga Provincial de Fútbol de Lima
La Liga Provincial de Fútbol de Lima, se funda en 1926, por las reformas de la Federación Peruana de Fútbol en base de la Liga de Lima, conocida como Liga Peruana de Football, de ese entonces. Este campeonato se mantuvo vigente hasta 1940. Inicialmente desempeñó el papel de máxima división. Sin embargo, la temporada 1936, pasó a ser la categoría inferior de la división de honor. En ese mismo año, se fusiona con la Liga Provincial de Fútbol del Callao. Para los años siguientes, Liga Provincial de Fútbol de Lima competía junto a la Liga Provincial de Fútbol del Callao para obtener el ascenso a la división de honor. Finalmente, el campeonato desaparece al formarse la Liga Regional de Lima y Callao en 1941. Posteriormente, la liga provincial retorna y se mantuvo vigente hasta el año 1975.

## Historia
Liga Provincial de Fútbol de Lima  nace en 1926. Estaba formada por la primera división (máxima división nacional de entonces), luego la división intermedia, segunda división y tercera división hasta el año 1935. Para el año 1936, se crea la división de honor,  absorbiendo a los equipos que se encontraba en la liga provincial (Primera A) y al Sporting Tabaco promovido de la Primera B de 1935. A raíz del viaje de la selección peruana a los juegos olípicos de Berlín, la división de honor se pone en marcha en 1937.Con la creación de la división de honor, la liga pasó a ser una segunda categoría. 
Para llenar ese vacío, la Liga Provincial de Fútbol de Lima fue completada por el resto de equipos que se encontraban en la Primera B incluyendo a los promovidos de la división intermedia. No obstante, en  1936 junto a la Liga Provincial de Fútbol del Callao se forma el primer campeonato de la Primera División Unificada de Lima y Callao. En el, los equipos de ambas ligas competían por el ascenso a la división de honor. Para la siguiente temporada, el campeón de cada liga provincial ascendía directamente. Para los años 1938 y 1939, los campeones de cada liga provincial competían en un partido definitorio por el ascenso. Finalmente en 1940, los campeones de ambas ligas provinciales participan en una liguilla final por el ascenso, contra los dos equipos peores de la división de honor.
El campeonato desaparece para el año de 1941, tras la creación de la Liga Regional de Lima y Callao. Sin embargo, al desaparecer la Liga Regional en 1951, retorna como Liga de Fútbol de Lima que por tres años no daba cupo de ascenso a la segunda división profesional hasta la creación de la Liguilla de Ascenso a Segunda División en 1954. En el cual, los mejores equipos de la capital se enfrentaban con los mejores equipos de la Liga Provincial de Fútbol del Callao y de la Liga de Fútbol de los Balnearios del Sur para ascender a la máxima división. Desde entonces la liga provincial de Lima, se mantuvo vigente hasta 1975.

## Actualidad
En el presente, los directivos y dirigentes de la Liga Provincial de Fútbol de Lima, se dedican en organizar los campeonatos metropolitanos de la Liga Mayor de Fútbol de Lima (cuando estuvo vigente) y los torneos de Interligas de Lima.

## Estructura

### Periodos 1926-1928
La estructura se diseñó de la siguiente forma:
- Primera División Provincial de Lima, Primera Categoría
- División Intermedia, Segunda Categoría
- Segunda División Provincial de Fútbol de Lima ó Segunda División Amateur, Tercera Categoría
- Tercera División Provincial de Fútbol de Lima ó Tercera Amateur, Cuarta Categoría

### Periodos 1929
La estructura se modificó en la siguiente forma:
- Primera División Provincial de Lima, Primera Categoría
- Primera División B, Segunda Categoría
- División Intermedia, Tercera Categoría
- Segunda División Provincial de Fútbol de Lima ó Segunda División Amateur, Cuarta Categoría
- Tercera División Provincial de Fútbol de Lima ó Tercera Amateur, No entró en competitividad.

### Periodos 1930-1940
Se restructura el sistema de la siguiente manera:
- Primera División Provincial de Lima, Primera Categoría
- División Intermedia, Segunda Categoría
- Segunda División Provincial de Fútbol de Lima ó Segunda Amateur, Tercera Categoría
- Tercera División Provincial de Fútbol de Lima ó Tercera Amateur, Cuarta Categoría

Todas las categorías está debajo en jerarquía de la división de honor/nacional.

### Periodos 1951-1975
Se restructura el sistema de la siguiente manera:
- Primera División Provincial de Lima, Primera Categoría
- Segunda División Provincial de Fútbol de Lima, Segunda Categoría
- Tercera División Provincial de Fútbol de Lima, Tercera Categoría

Todas las categorías está debajo en jerarquía de la división de honor/nacional.

## Campeonatos

### Como primera categoría
| Año            | Campeón                   | Subcampeón                |
| -------------- | ------------------------- | ------------------------- |
| 1926           | Sport Progreso            | Sport Alianza             |
| 1927           | Alianza Lima              | Unión Buenos Aires        |
| 1928           | Alianza Lima              | Federación Universitaria  |
| 1929           | Federación Universitaria  | Circolo Sportivo Italiano |
| 1930           | Atlético Chalaco          | Alianza Lima              |
| 1931           | Alianza Lima              | Sporting Tabaco           |
| 1932           | Alianza Lima              | Federación Universitaria  |
| 1933           | Alianza Lima              | Universitario de Deportes |
| 1934           | Universitario de Deportes | Alianza Lima              |
| 1935 Primera A | Sport Boys                | Alianza Lima              |

### Como segunda categoría
| Año                                                       | Campeón             | Subcampeón         |
| --------------------------------------------------------- | ------------------- | ------------------ |
| 1935 Primera B                                            | Sporting Tabaco     | Unión Carbone      |
| 1936 Unificada                                            | Deportivo Municipal | Sportivo Melgar    |
| 1937                                                      | Ciclista Lima       | Sport Progreso     |
| 1938                                                      | Atlético Córdoba    | Atlético Lusitania |
| 1939                                                      | Alianza Lima        | Centro Iqueño      |
| 1940                                                      | Santiago Barranco   | Juventud Gloria    |
| De 1941 a 1950 se jugó la Liga Regional de Lima y Callao. |                     |                    |

### Como tercera categoría
| Año          | Campeón                   | Subcampeón                    |
| ------------ | ------------------------- | ----------------------------- |
| 1951         | Defensor Lima             | Miguel Grau                   |
| 1952         | Unión América             |                               |
| 1953         | Unión América             |                               |
| 1954         | Unión América             | Mariscal Castilla             |
| 1955         | Mariscal Castilla         |                               |
| 1956         | Mariscal Castilla         |                               |
| 1957         | Defensor Lima             |                               |
| 1958         | Atlético Lusitania        |                               |
| 1959         | Combinado Rímac           |                               |
| 1960         | Alianza Libertad          | Estudiantes San Roberto       |
| 1961         | Estudiantes San Roberto   |                               |
| 1962         | Atlético Lusitania        |                               |
| 1963         | Torneo anulado.           | Torneo anulado.               |
| 1964         | Atlético Banfield         |                               |
| 1965         | Atlético Banfield         | Independiente Sacachispas     |
| 1966         | Independiente Sacachispas |                               |
| 1967         | Estudiantes San Roberto   |                               |
| 1968         | Centro Chupaca            | Gaillard                      |
| 1969         | Estudiantes San Roberto   |                               |
| 1970         | Sport Inca                |                               |
| 1971         | CITSA                     | Seguro Social                 |
| 1972         | CITSA                     | Combinado Rímac               |
| 1973 Serie A | Ciclista Lima             | Porvenir Buenos Aires         |
| 1973 Serie B | Mariscal Sucre            | Centro Iqueño                 |
| 1974 Serie A | Est. San Roberto          | Combinado Rímac               |
| 1974 Serie B | CITSA                     | Compañía Peruana de Teléfonos |
| 1975         | Centro Iqueño             | Universidad San Marcos        |

## Nota
- Cuando se reestablece la Liga Provincial de Lima en 1951 al 1975, la División Intermedia es eliminada y reemplazada por la Segunda División Provincial de Lima, como segunda categoría y  la Tercera División Provincial de Lima, como tercera categoría.
- La mayor parte de la historia del fútbol peruano hace referente a los campeonatos de Lima Metropolitana y con la Provincia Constitucional del Callao. Por tal motivo, se le denominaba Liga de Lima para luego evolucionar a Liga Provincial de Fútbol de Lima.
- Cuando se establece la primera división, segunda división profesional y Copa Perú, el concepto de Liga Provincial de Fútbol de Lima cambia. Debido a la aparición de más ligas provinciales y las ligas departamentales.